# Учётная политика
Учётная политика — совокупность способов ведения бухгалтерского учёта — первичного наблюдения, стоимостного измерения, текущей группировки и итогового обобщения фактов хозяйственной деятельности.

## История
Основы формирования (выбора и обоснования) и раскрытия (придания гласности) учётной политики предприятия были раскрыты в ПБУ 1/94 «Учётная политика предприятия», утверждённом Приказом Минфина России от 28.07.1994 № 100. Это ПБУ впервые ввело само понятие «учётная политика». Вследствие реформирования бухгалтерского учёта в соответствии с международными стандартами впоследствии указанное Положение было заменено на ПБУ 1/98 (Приказ Минфина России от 09.12.1998 N 60н), а в 2008 году — на ПБУ 1/2008 «Учётная политика организации».

## Определение
Согласно п.2 ПБУ 1/2008 учётная политика предприятия — это принятая ею совокупность способов ведения бухгалтерского учёта (первичного наблюдения, стоимостного измерения, текущей группировки и итогового обобщения фактов хозяйственной деятельности).
В БРЭ учётная политика — это выбор организацией варианта собственного бухгалтерского учёта, включая выбор между допустимыми вариантами оценки имущества предприятия, принципами констатации момента свершения события, алгоритмами формирования учётных показателей.

## Допущения
В соответствии с утверждённой Правительством РФ в 1998 году Программой реформирования бухгалтерского учёта в соответствии с международными стандартами финансовой отчётности, целью реформирования системы бухгалтерского учёта является приведение национальной системы бухгалтерского учёта в соответствие с требованиями рыночной экономики и международных стандартов финансовой отчётности.
За период реформирования не претерпели изменения допущения, используемые при формировании учётной политики организации согласно п.5 ПБУ 1/2008:
- допущение имущественной обособленности: активы и обязательства организации существуют обособленно от активов и обязательств собственников этой организации и активов и обязательств других организаций;
- допущение непрерывности деятельности: организация будет продолжать свою деятельность в обозримом будущем, и у неё отсутствуют намерения и необходимость ликвидации или существенного сокращения деятельности, и следовательно, обязательства будут погашаться в установленном порядке;
- допущение последовательности применения учётной политики: принятая организацией учётная политика применяется последовательно от одного отчётного года к другому;
- допущение временной определённости фактов хозяйственной деятельности: факты хозяйственной деятельности организации относятся к тому отчётному периоду, в котором они имели место, независимо от фактического времени поступления или выплаты денежных средств, связанных с этими фактами.

## Требования
Согласно п.6 ПБУ 1/2008 предъявляются следующие требования к бухгалтерскому учёту:
1. полноты (полнота отражения в бухгалтерском учёте всех фактов хозяйственной деятельности);
2. своевременности (своевременное отражение фактов хозяйственной деятельности в бухгалтерском учёте и бухгалтерской отчётности);
3. осмотрительности (учётная политика организации должна обеспечивать большую готовность к признанию в бухгалтерском учёте расходов и обязательств, чем возможных доходов и активов, не допуская создания скрытых резервов);
4. приоритета содержания перед формой (отражение в бухгалтерском учёте фактов хозяйственной деятельности, исходя не столько из их правовой формы, сколько из их экономического содержания и условий хозяйствования);
5. непротиворечивости (тождество данных аналитического учёта оборотам и остаткам по счетам синтетического учёта на последний календарный день каждого месяца);
6. рациональности (рациональное ведение бухгалтерского учёта исходя из условий хозяйствования и величины организации).

С 1 января 2013 г. вступил в силу новый закон о бухгалтерском учёте от 06.12.2011 № 402-ФЗ. Важным новшеством является отсутствие в нём требования об обязательном применении унифицированных форм первичной учётной документации, утверждённых Госкомстатом РФ. Теперь используемые в организации формы первичных документов утверждает её руководитель.
Согласно п.5 ст.8 закона «О бухгалтерском учёте» принятая во вновь созданной организации учётная политика должна применяться из года в год. Учётную политику можно дополнить или изменить, только если:
- изменилось законодательство;
- вводятся новые способы ведения бухгалтерского учёта;
- происходит смена собственника и т.д.

## Виды учётной политики
- Учётная политика для целей бухгалтерского учёта
- Учётная политика для целей налогового учёта
- Учётная политика для отчётности по международным стандартам (например US GAAP, IFRS)

### Учётная политика для целей бухгалтерского учёта
Учётная политика для целей бухгалтерского учёта закреплена в следующих нормативно-правовых документах:
- Федеральный закон «О бухгалтерском учёте» № 402-ФЗ
- Положение по бухгалтерскому учёту (ПБУ 1/2008)

В учётной политике для целей бухгалтерского учёта в зависимости от специфики деятельности организации могут рассматриваться следующие основные вопросы:
1. Рабочий план счетов.
2. Формы первичных учётных документов и регистров бухгалтерского учёта, применяемых организацией.
3. Способ учёта приобретения и заготовления материалов.
4. Способ начисления амортизации:
  - линейным (равномерно в течение всего срока полезного использования);
5. Методы учёта поступления и выбытия материально-производственных запасов:
  - по средней себестоимости; по себестоимости единицы запасов; ФИФО.
6. Способ учёта транспортно-заготовительных расходов в отношении товаров для торговых организаций:
  - в себестоимости приобретения товаров и их погашение по мере реализации этих товаров;
7. Способ учёта товаров организациями розничной торговли:
  - по покупным ценам (без учёта наценки);
8. Способ распределения доходов в зависимости от специфики деятельности организации по следующим статьям:
  - доходы от обычных видов деятельности;
9. Способ определения выручки от выполнения работ, оказания услуг, продажи продукции с длительным циклом изготовления (строительство, научные и проектные работы, судостроение и т. п.):
  - по мере готовности работы, услуги, продукции;
10. Способ учёта специального инструмента, специальных приспособлений, специального оборудования и специальной одежды:
  - как материалы.

### Учётная политика для целей налогового учёта
Для целей налогового учёта учётная политика формируется в соответствии с Налоговым кодексом РФ.
В учётной политике для целей налогового учёта в зависимости от применяемой системы налогообложения могут рассматриваться следующие основные вопросы:
1. Метод признания доходов и расходов для целей исчисления налога на прибыль. В настоящее время Налоговым кодексом предусмотрены два метода:
  - метод начисления — доходы и расходы признаются в учёте по мере их возникновения, то есть в том отчётном (налоговом) периоде, в котором они имели место, независимо от факта их оплаты;
  - кассовый метод — доходы и расходы признаются в учёте в день поступления или выбытия денежных средств в качестве оплаты по сделке. Этот метод в настоящее время в России применяется редко из-за возможности применения упрощённой системы налогообложения.
2. Метод определения стоимости материально-производственных запасов:
  - по стоимости единицы запасов (товара);
  - по средней стоимости;
  - по стоимости первых по времени приобретений (ФИФО).

Федеральным законом № 81-ФЗ от 20.04.2014 метод ЛИФО исключён из правил налогообложения.
1. Метод начисления амортизации основных средств и нематериальных активов:

Нелинейный метод не применяется в бухгалтерском учёте, поэтому при его использовании необходимо учитывать возникающие разницы в бухгалтерском и налоговом учёте в отношении амортизации.
1. Возможность формирования резервов, регулируя этим исчисление налога на прибыль:
2. Метод исчисления налога на добавленную стоимость:
  - «по отгрузке» — по мере отгрузки и предъявления покупателю расчётных документов или поступления предоплаты;
  - «по оплате» — по мере поступления денежных средств за выполненные работы, оказанные услуги. Метод «по оплате» с 01.01.06 г в соответствии с законодательством РФ не применяется.